# Transkei
Transkei era un bantustan de l'antiga Sud-àfrica, que va rebre unilateralment la independència el 1976, tot i que no fou pas reconegut per cap altre estat. Tenia 41.600 km² i una població de 1.751.142 habitants (1970). La capital del país era Umtata (86.000 habitants).

## Organització política
Fou creat per a l'ètnia xosa (94% de la població del bantustan), per tal de premiar al cabdill lleial Kaiser Matanzima i desposseir de la nacionalitat sud-africana a un bon nombre de negres sud-africans, fet accentuat amb la independència del 1976. La majoria dels teòrics habitants, però, residien als barris baixos de Johannesburg i de les grans ciutats a la recerca de feina, ja que el territori és pobre en recursos i no té capacitat per a mantenir tanta població. Els principals partits polítics del bantustan eren:
- Transkei National Party, fundat el 1987 i dirigit per Kaiser Matanzima, partidari dels homelands.
- Transkei National Independent Party (TNIP), fundat el 1964 i dirigit per Nyangelizwe V. Ndamase, al poder en el bantustan de Transkei. Fundat per Matanzima, el 1987 en fou expulsat i fundà un altre partit.

## Història
Originàriament era un territori xosa cedit a la corona britànica per la Convenció de Sand River de 1853 i amb uns 6.609 km². Va rebre institucions autònomes sota aun cabdill xosa el 1894, i el 1921 va protagonitzar una revolta amb immolació de ramat que provocaria una epidèmia de fam.
El 1955 va rebre autonomia de les autoritats sud-africanes, però el territori no fou delimitat fins al 1959, amb l'aprovació de la Promotion of Bantu Selfgovernment Act. El 1963 es convocaren les primeres eleccions, en les que el National Independence Party de Kaiser Matanzima venç al Democratic Party de Victor Poto. Els Poqo, milícia pròxima al Congrés Panafricà organitzaren disturbis al Transkei en els que hi moriren dos blancs i sis negres. Uns 3.000 activistes foren detinguts i el grup restà desarticulat.
El 1976 va rebre la independència de manera unilateral, cosa que no fou reconeguda per cap estat del món. El 1978, però, Matanzima reclamà Griqualàndia Oriental i el 1981 protestà davant la pretensió del govern sud-africà de concedir la nacionalitat de Transkei a gairebé tots els negres de la província del Cap.
El 1987 Kaiser Matanzima va perdre les eleccions i fou substituït per Nyangelizwe V. Ndamase. També fou expulsat del partit en no acceptar els resultats i en fundà un altre. Aquests enfrontaments afebliren els partidaris de la independència del bantustan, de manera que quan el 1994 fou reintegrat a Sud-àfrica les protestes foren mínimes.